# Typhlops titanops
Typhlops titanops är en ormart som beskrevs av Thomas 1989. Typhlops titanops ingår i släktet Typhlops och familjen maskormar. Inga underarter finns listade i Catalogue of Life.
Denna orm förekommer i regioner på Hispaniola. Arten lever i kulliga områden mellan 200 och 750 meter över havet. Den vistas i skogar. Typhlops titanops gräver i lövskiktet och i det översta jordlagret. Honor lägger ägg.
Beståndet hotas av landskapsförändringar. IUCN listar arten som starkt hotad (EN).